# فندیلین
فندیلین (انگلیسی: Fendiline) نوعی داروی مسدودکننده کانال کلسیم است.